# Trzebiatów
Trzebiatów este un oraș în Polonia.